# Manoir de Vertot
Le manoir de Vertot est un manoir situé sur la commune de Terres-de-Caux, en Seine-Maritime, en France. Le domaine fait l’objet d’une inscription au titre des monuments historiques en 1991.

## Localisation
Le manoir est situé à Bennetot, ancienne commune et commune déléguée de Terre-de-Caux depuis le 1er janvier 2017.

## Historique
Le manoir est daté des XVIe et XVIIe siècles sur une base du siècle précédent.
L'édifice est le lieu de naissance de l'historien et académicien René Aubert de Vertot (1655-1735).
Un incendie endommage l'édifice au XVIIIe siècle et l'encorbellement est remplacé par une façade en briques.
Le colombier est construit au XVIe siècle-XVIIe siècle.

## Description
Le logis est en pierre, silex et pan de bois.
Le colombier, « symbole de la puissance seigneuriale », est en brique et il est muni d'un larmier.
L'agencement du domaine présente les caractéristiques du clos-masure.

## Protection
Le manoir est inscrit au titre des monuments historiques depuis le 8 février 1991 : les façades et toitures des écuries, le logis et le colombier font l'objet de la protection.